# Лиерна
Лиѐрна (на италиански и на западноломбардски: Lierna) е село и община в Северна Италия, провинция Леко, регион Ломбардия. Разположено е на 202 m надморска височина, на източния бряг на езеро Лаго ди Комо. Населението на общината е 2141 души (към 2014 г.).